# Ibrahim Luksajri
Ibrahim Luksajri, Brahim Loksairi (ar. إبراهيم لكسيري; ur. 1958) – marokański zapaśnik walczący przeważnie w stylu klasycznym. Dwukrotny olimpijczyk. Odpadł w eliminacjach turnieju w Los Angeles 1984 i Seulu 1988. Startował w kategorii 62 kg.
Piąty na igrzyskach śródziemnomorskich w 1979 i 1988 a siódmy w 1983. Pięciokrotny medalista mistrzostw Afryki, w tym złoty w 1982 i 1985. Triumfator igrzysk panarabskich w 1985. Złoty medalista mistrzostw arabskich w 1983 roku.
- Turniej w Los Angeles 1984

Wygrał z Austriakiem Herbertem Nigschem i przegrał z Japończykiem Seiichi Osanai i Finem Hannu Lahtinennem. 
- Turniej w Seulu 1988

Pokonał Tunezyjczyka Habiba Lakhalegoa i przegrał z Mieczysławem Traczem i Ike Andersonem z USA.